# Emil Frey (Unternehmer)
Emil Frey (* 3. Dezember 1898 in Brombach; † 16. April 1995 in Herrliberg, heimatberechtigt in Biberstein und Zürich) war ein Schweizer Unternehmer.

## Leben
Emil Frey, Mitglied der Reformierten Kirche, wurde am 3. Dezember 1898 als Sohn des Textilarbeiters Otto Frey in Brombach geboren. Frey absolvierte eine Ausbildung zum Mechaniker in Brombach, anschliessend fand er Anstellungen in Oberndorf, Stuttgart und Basel.
Ab 1918 arbeitete er als Velo- und Motorradmechaniker in Zürich, wo er 1924 eine eigene Autoreparaturwerkstätte einrichten liess. 1926 begann Frey mit dem Verkauf von schweizerischen, seit 1928 auch von britischen Motorrädern, dazu seit 1931 von britischen Autos.
1945 leitete Emil Frey den Aufbau der führenden Importfirma Emil Frey in die Wege, die 1954 in die Emil Frey AG umbenannt wurde. 1967 wurde er zum ersten Importeur japanischer Autos, nämlich von Toyota. Daneben handelte er mit Motorrädern, Diesel- und Bootsmotoren sowie Nutzfahrzeugen. Er schuf ein Netz von Grossgaragen, mit dem 1951 geschaffenen Zentrum in Safenwil. 
Im Jahr 1969 übergab er seinem Sohn Walter Frey die Gesamtgeschäftsleitung und in den 70er-Jahren verkaufte er die Firma dem Sohn. 1981 wurde er zum Commander of the British Empire ernannt. 1988 erschien seine Auto-Biografie.
Emil Frey, der zweimal verheiratet war, verstarb am 16. April 1995 im Alter von 96 Jahren in Herrliberg.

## Werk
- Auto-Biografie. Die Geschichte meines Lebens. Bearb. und mit einem Abriss zur Auto- und Verkehrsgeschichte der Schweiz von Karl Lüönd und einem Nachwort von Robert Braunschweig. Zürich: E. Frey 1988, ISBN 3-85569-150-9.

## Weblink
- Publikationen von und über Emil Frey (Unternehmer) im Katalog Helveticat der Schweizerischen Nationalbibliothek